# Lund (Sverige)
 Denne artikel omhandler byen Lund (Sverige). Der er også andre byer med dette navn, se Lund.
Lund er en by i Skåne i den sydlige del af Sverige. Lund har 98.308 (2023) indbyggere og er hovedby i Lunds kommune. I byen ligger Lunds Domkirke og Lunds Universitet.

## Historie

### Dansketiden
Lund er sammen med Sigtuna den ældste by i det nuværende Sverige. Byen var – som resten af Skåne – dansk fra begyndelsen. Den blev grundlagt som købstad af Knud den Store. Knud den Store lod blandt andet indrette et møntværk i byen, og på mønterne blev byens navn stavet på samme måde, som møntmestrene i England på samme tid stavede London, og derfor skrev man LVND DENEMAC for at markere, at det var det danske London i Skåne, og ikke London i England, der var tale om. 
Byen var for en kort periode under Erik Emune Danmarks hovedstad. Herfra kommer betegnelsen "Metropolis Daniæ".
Ingen konge kunne bestige den danske trone uden først at blive hyldet af skåningerne på Leerbecks høj (i dag Sliparebacken) ved Lund. Samme høj var stedet for Skånelandenes landsting.
Byen blev grundlagt omkring år 990, formentlig delvis ved flytning fra det tidligere Opager (Uppåkra). I 1060 fik byen sin første biskop. I 1100-tallets første halvdel byggedes Lund Domkirke, et kloster og flere mindre kirker. I 1104 blev byen residensby for den nordiske ærkebiskop og Danmarks vigtigste by med 3.000–4.000 indbyggere. I begyndelsen af 1300-tallet tabte byen dog betydning i forhold til Malmø.
Ved reformationen ændredes Lunds stilling ved, at ærkebispesædet blev nedlagt og de kirkelige ejendomme blev opdelt. I året 1658 kom Lund sammen med Skåne, Halland og Blekinge under svensk overhøjhed, og i 1666 grundlagdes Lund universitet som et led i forsvenskningen. Allerede 1425–1536 fandtes dog Akademiet i Lund, Danmarks første egentlige universitet.
Katedralskolen i Lund, grundlagt i 1085 er Danmarks ældste skole. Den er stadig i drift og er en gymnasieskole i byens centrum.

### Efter overgangen til Sverige
Freden i Lund 1679 afsluttede Skånske Krig.
Lund er industrimæssigt kendt for Tetra Pak, som står for papirkartonerne til mælk og juice over hele verden. Ericsson har en udviklingsafdeling i byen, og andre væsentlige industrigrene er medicinalbranchen, elektronik og forlagsvirksomhed.

## Kultur
Byen har en lang række gamle bygninger, hvoraf nogle går helt tilbage til middelalderen. Disse tæller både Krognoshuset fra omkring 1300, Liberiet fra 1400-tallet og Stäket fra 1570. Dekanhuset, som sammen med en række andre historiske bygninger er samlet i frilandsmuseet Kulturen midt i byen, stammer helt tilbage fra 1200-tallet.
Kungshuset i parken Lundagård i det centrale Lund stammer fra 1584.

## Personer fra Lund
- Johann Christoph Muhrbeck († 1805)
- Elin Wägner (1882-1949), forfatter
- Max von Sydow (1929-2020), skuespiller
- Lina Wolff (1973-), forfatter
- Timbuktu (1975-), musiker

## Galleri
- Lund i slutningen af 1500-tallet
- Lund Domkirke
- Luftfoto (2015)